# Johannes de Doperkathedraal (Perpignan)
De Sint-Johannes de Doperkathedraal (Frans: Basilique Cathédrale de Saint-Jean-Baptiste de Perpignan, Catalaans: Catedral de Sant Joan Baptista de Perpinyà) is de rooms-katholieke kathedraal van de Frans-Catalaanse stad Perpignan / Perpinyà.
Aan de kerk werd in 1324 begonnen, onder het toenmalige koningschap van de Majorcaanse koning Sancho van Majorca. In de kerk bevindt zich ook het praalgraf van deze koning. Perpignan diende als een van de twee hoofdsteden van het koninkrijk Majorca. De kathedraal is gebouwd in Gotisch-Catalaanse stijl. De kerk was voltooid rond 1509 en staat op de plek van de eerdere 11e-eeuwse kerk genaamd de Oude Johannes de Doperkerk (Frans: Saint-Jean-Le-Vieux). Het romaanse portaal is nog zichtbaar, achter een hek.
De kerk heeft een onvoltooide westfaçade uit 1631. De kerk is gebouwd met kiezelstenen en baksteen. De kerk verving de oude kathedraal van Elne in 1602 en het bisdom Elne heet sindsdien bisdom Perpignan-Elne. De Kathedraal van Perpignan beschikt ook over een portico en een klokkentoren uit de 18e eeuw. De klokken werden toegevoegd in de 19e eeuw en omgeven door een gietijzeren torenspits. De kathedraal is nationaal monument van Frankrijk.

## Interieur van de kathedraal
De kathedraal heeft een trancept en diverse gewelven. De kerk beschikt over een marmeren doopvont uit de elfde eeuw, verder is er een bijzonder crucifix uit de middeleeuwen dat erg realistisch aandoet. Het hoofdaltaar van de kathedraal is voorzien van diverse Bijbelverhalen en Bijbelse figuren. Deze medaillons zijn hagiografieën over de levens van Johannes de doper, Jezus Christus en Maria op de Pilasters tussen de vita's zijn de twaalf apostelen afgebeeld. Verder beschikt de kerk over diverse altaren en altaarstukken. 
De binnenzijde van de kerk is enigszins donker door de beperkte verlichting.

## Afbeeldingen

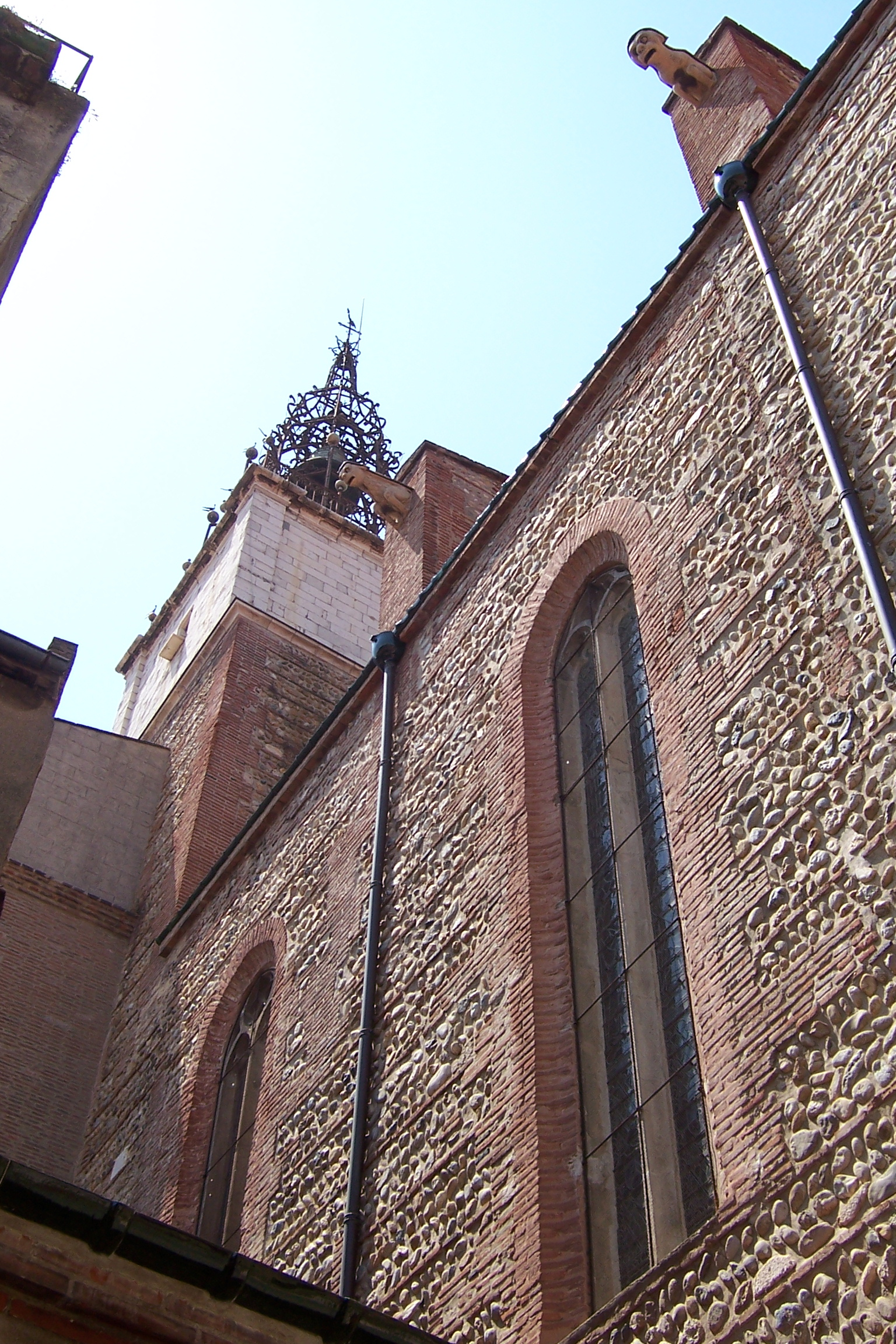
Detail van de buitenkant van de kathedraal, met waterspuwers en de gietijzeren torenspits
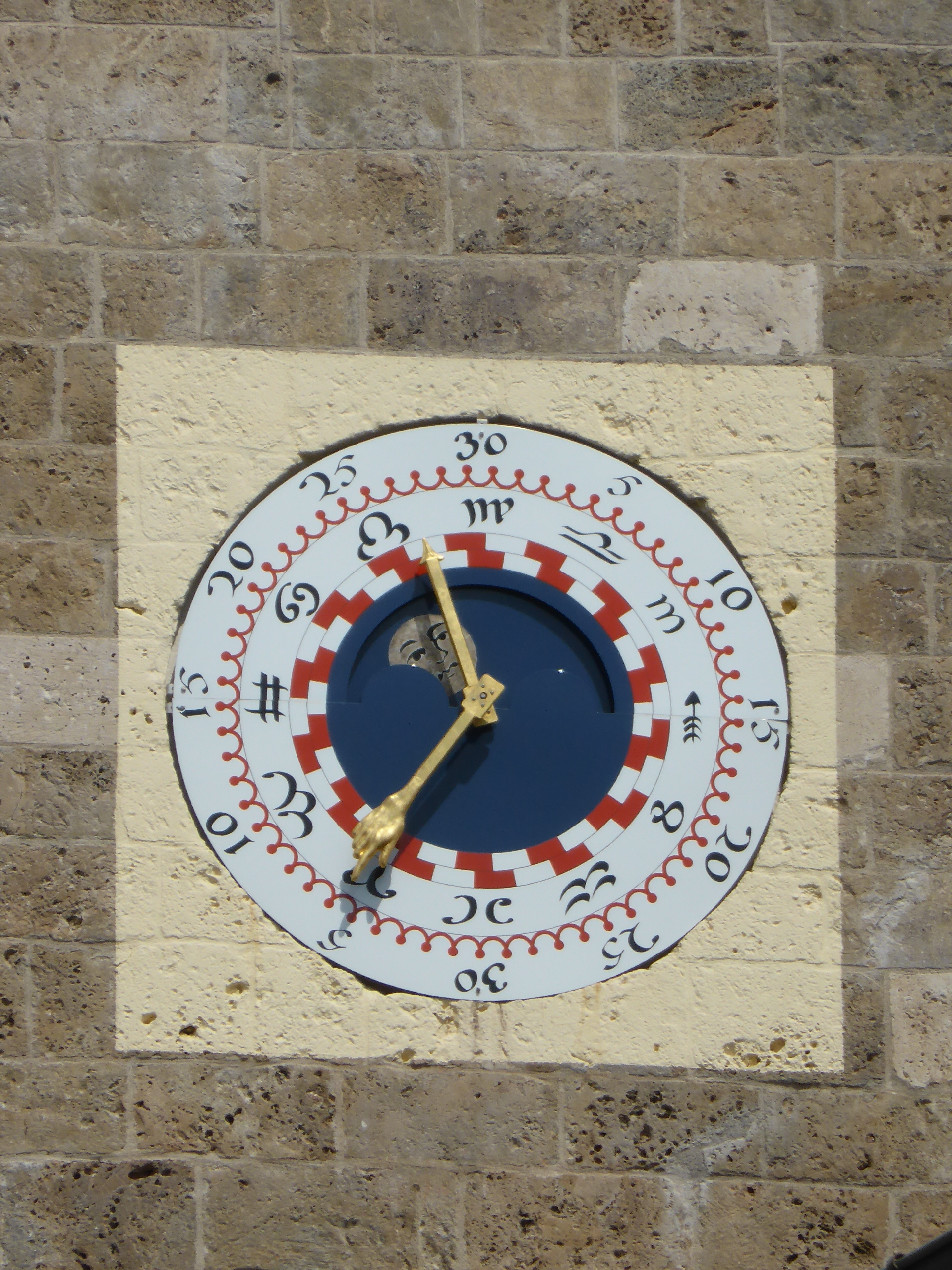
Uurwerk op de kathedraal
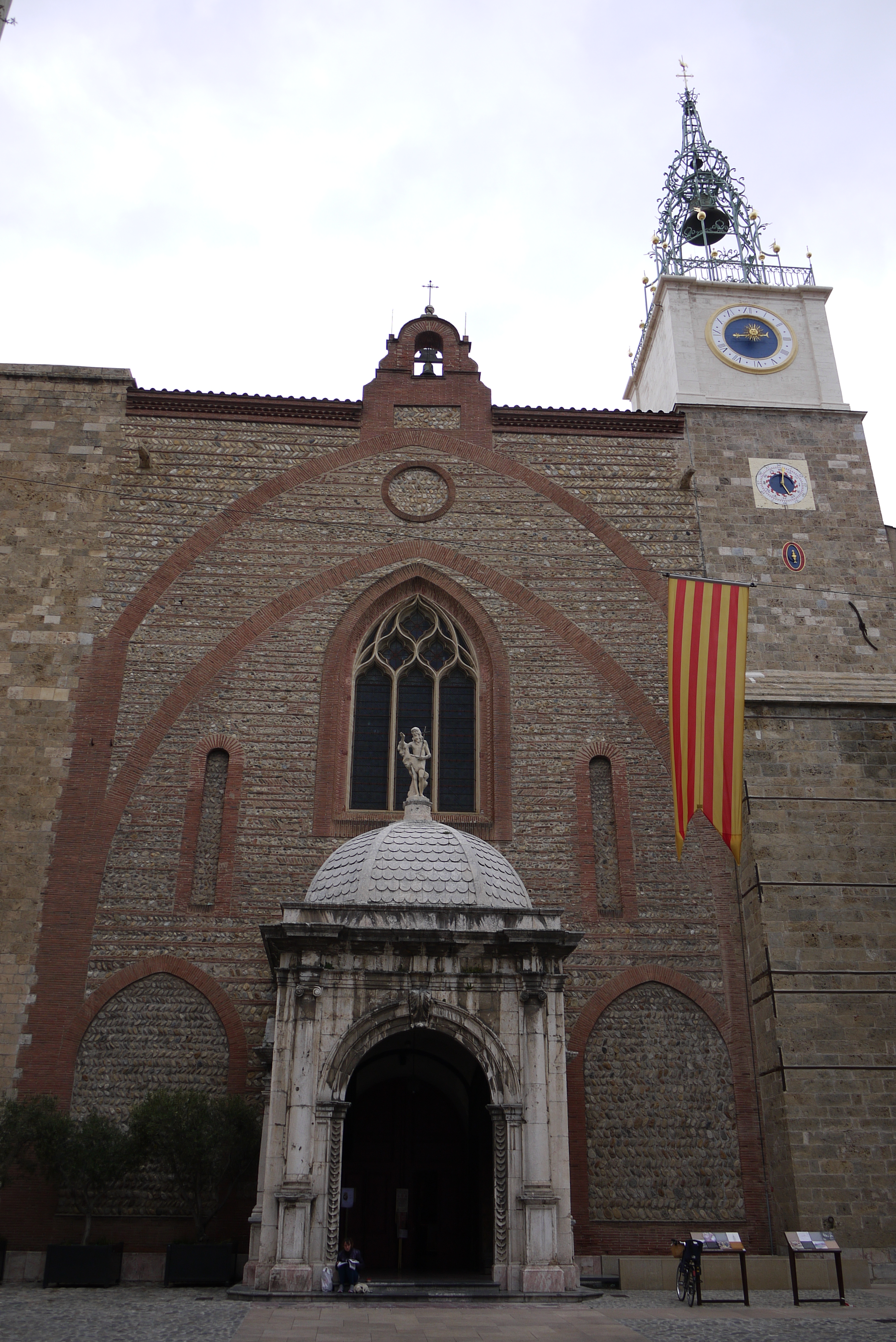
Middeleeuws portaal van de oude Johannes de Doperkerk, opgenomen in de huidige Johannes de Doperkathedraal
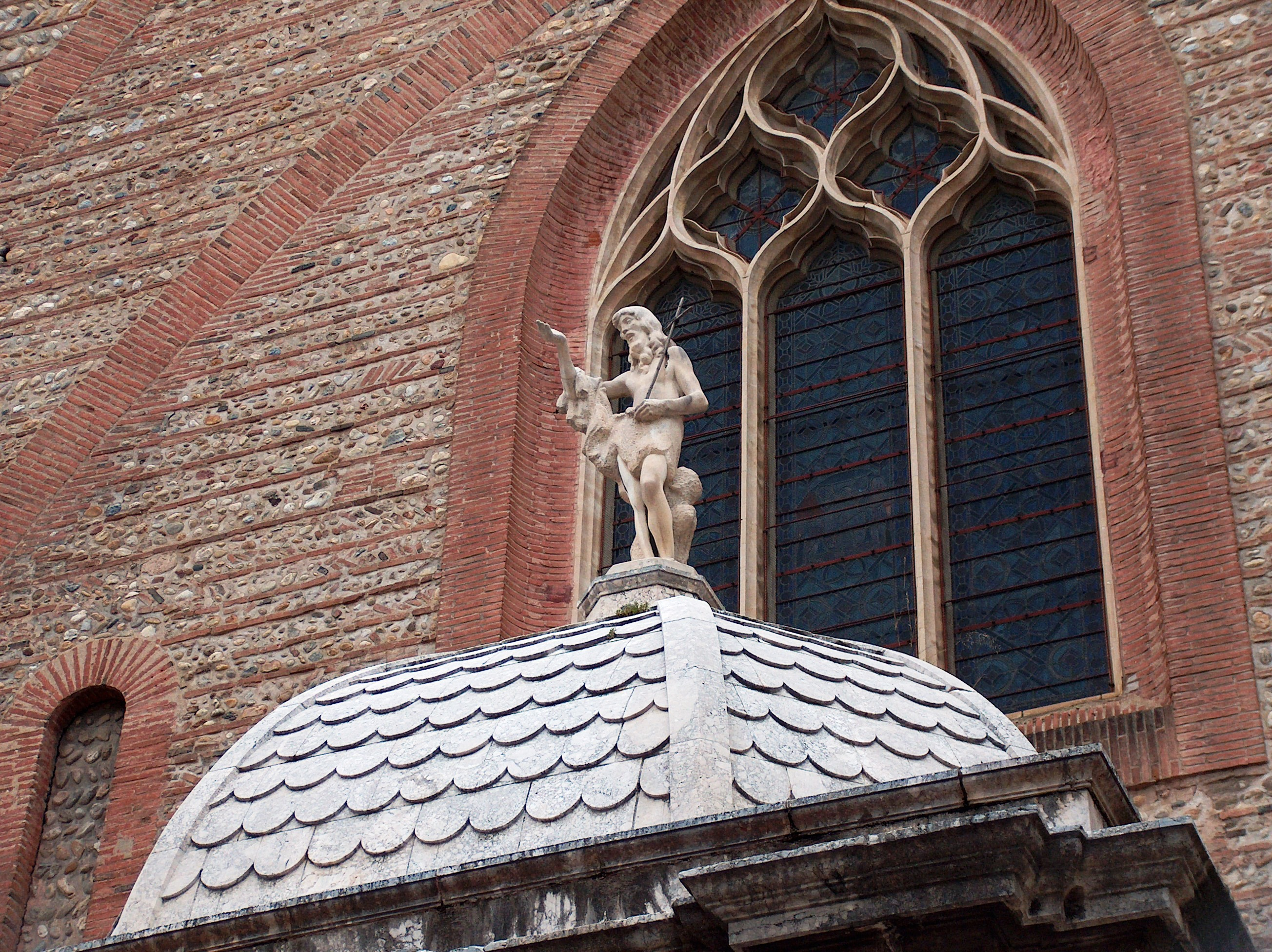
Detail van de middeleeuwse portaal met Johannes de doper
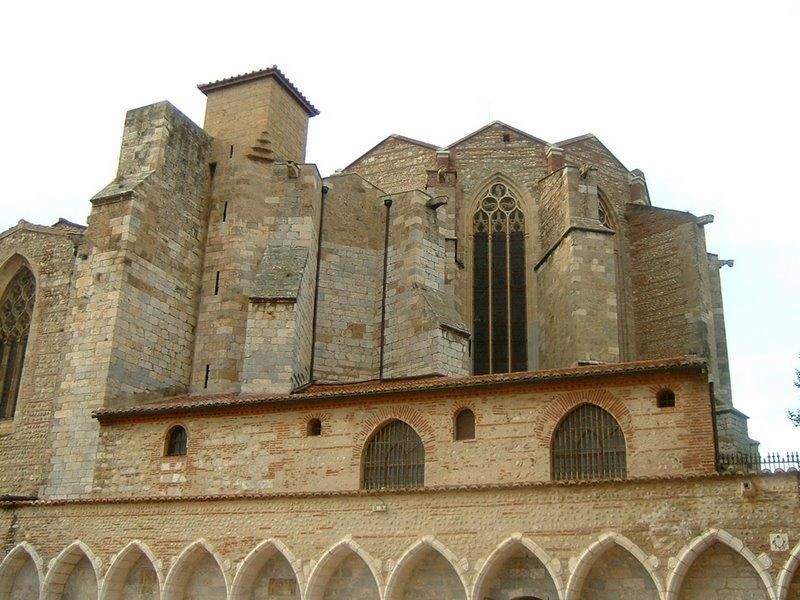
Het achterschip van de kathedraal
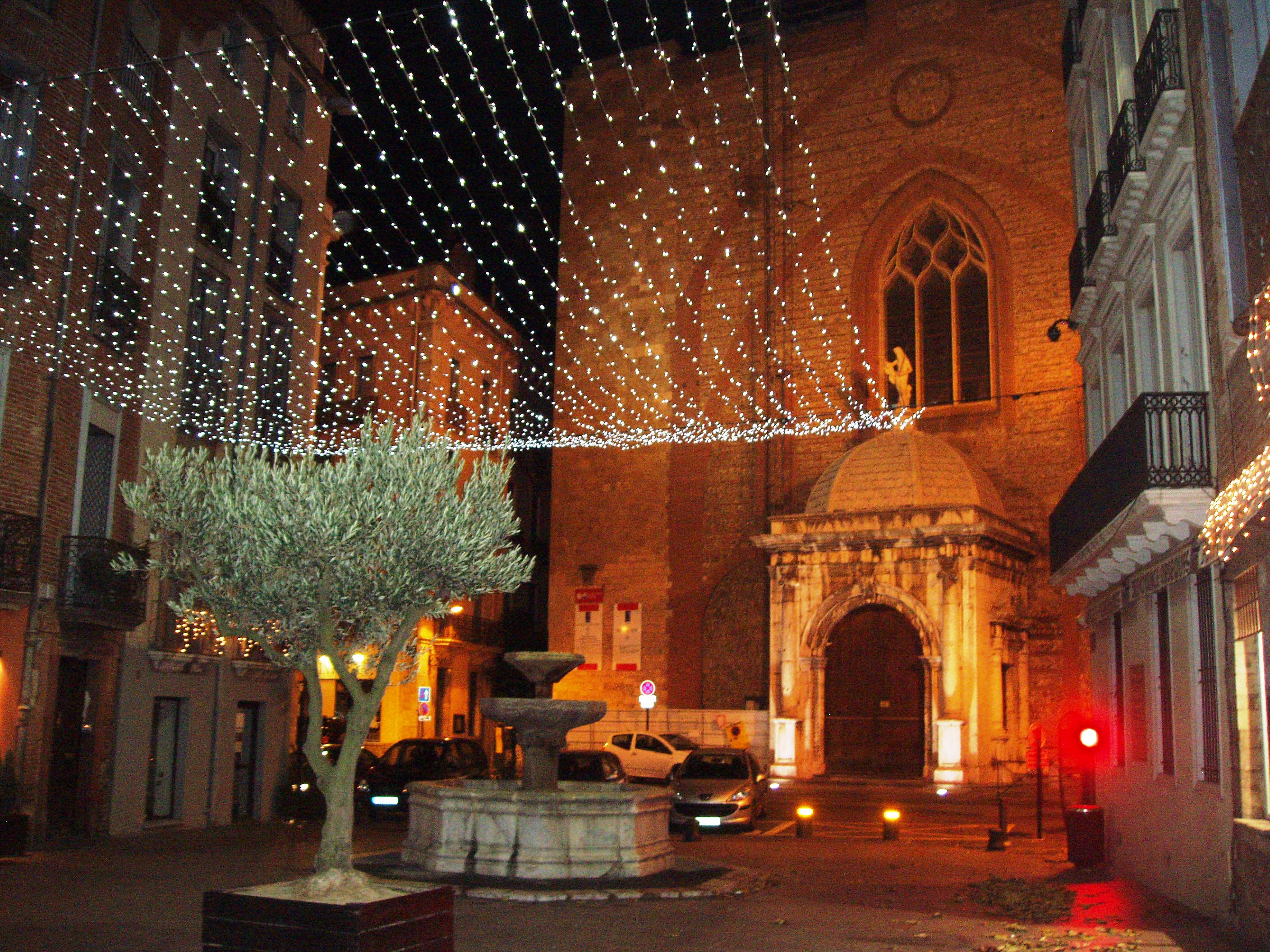
Voorzijde van de kathedraal in de avond
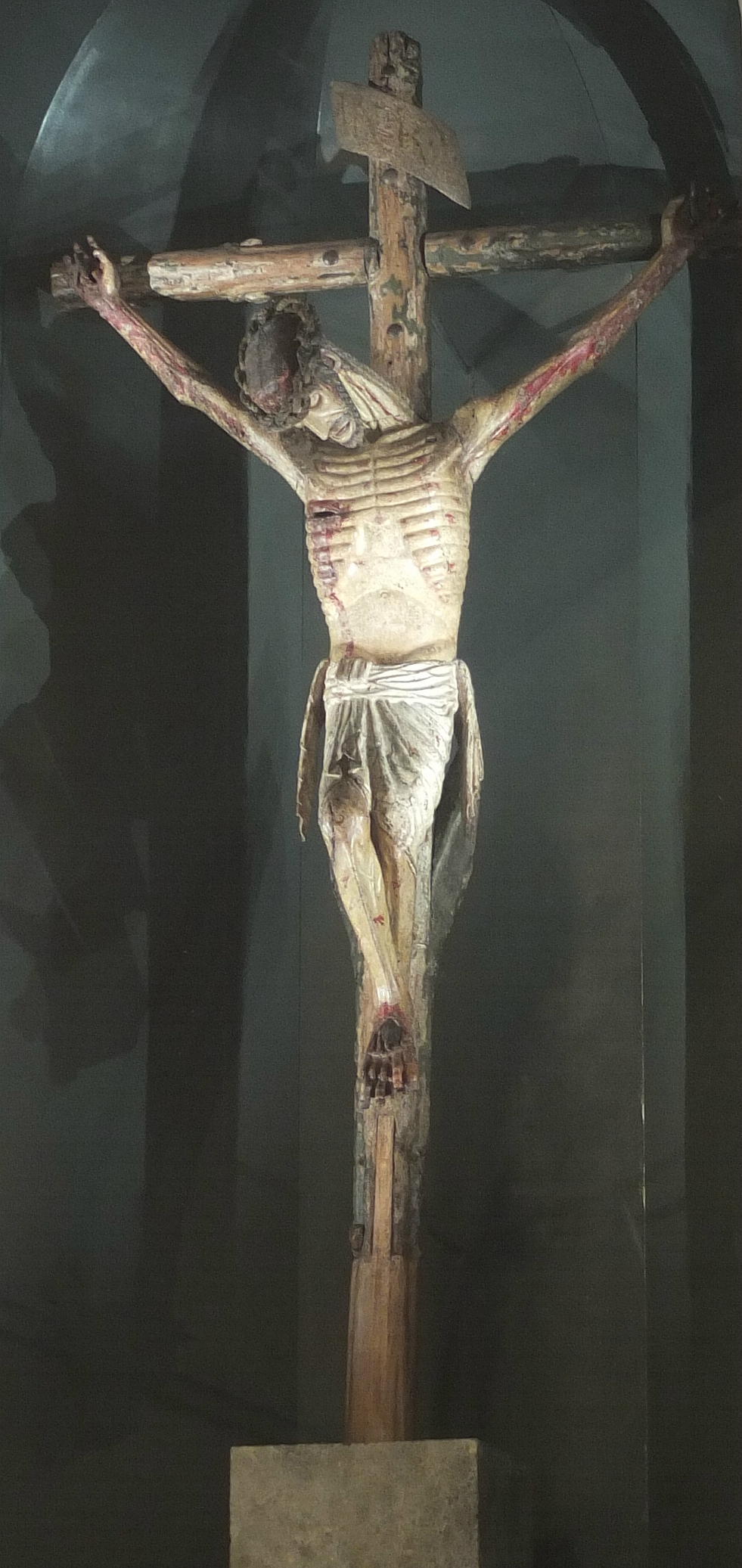
Het middeleeuwse crucifix in de kathedraal
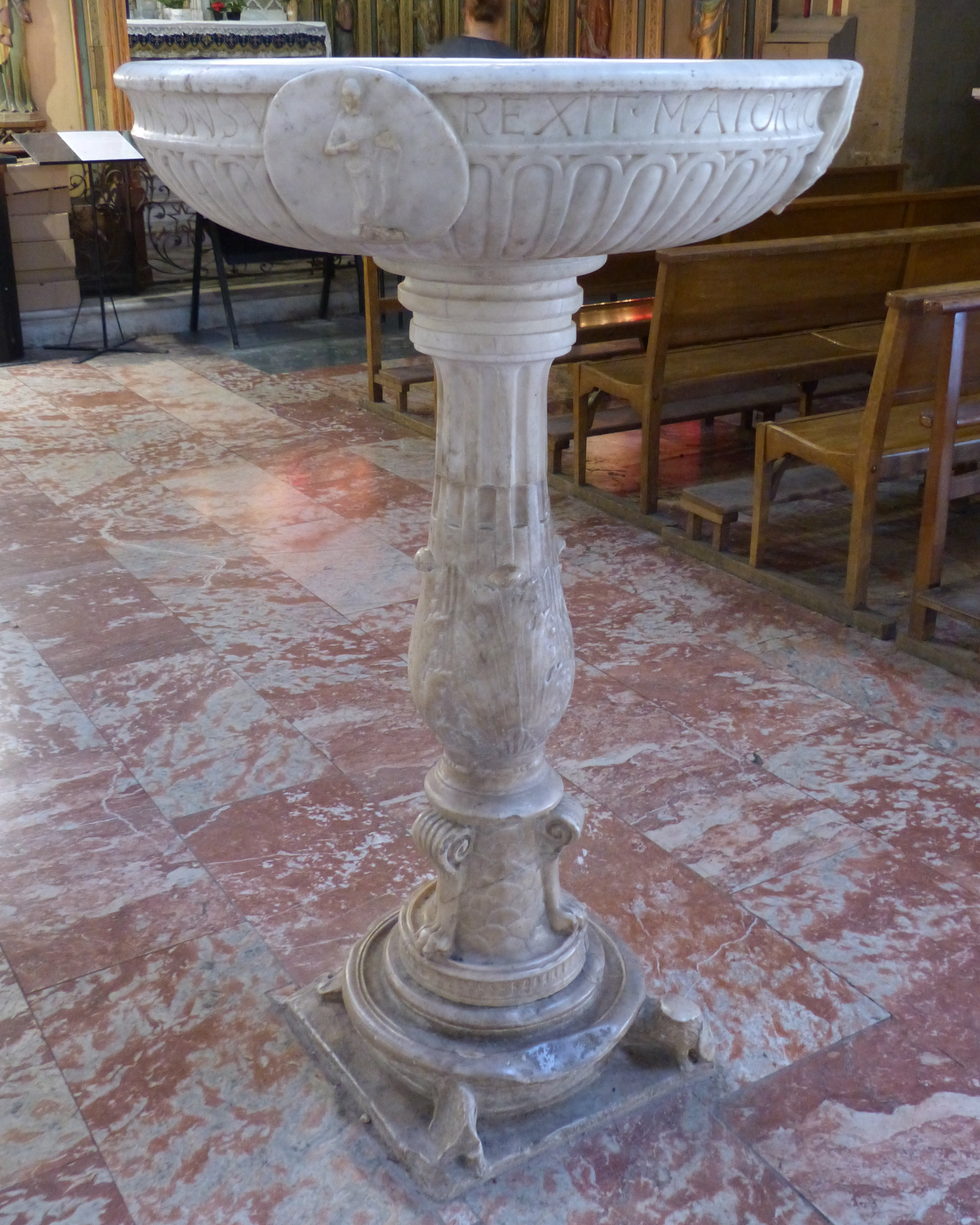
De 11e-eeuwse witmarmeren doopvont
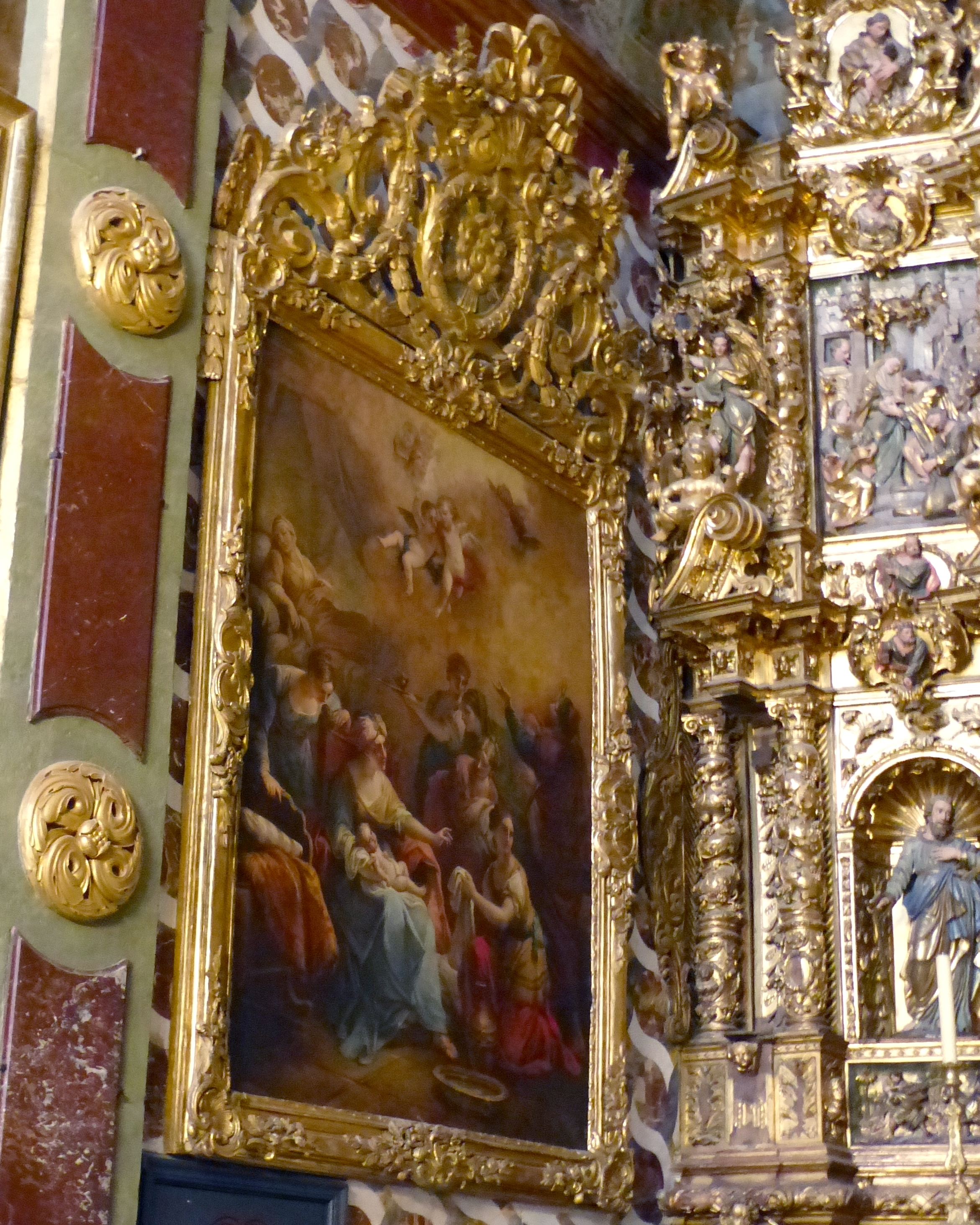
Detail van een van de altaren
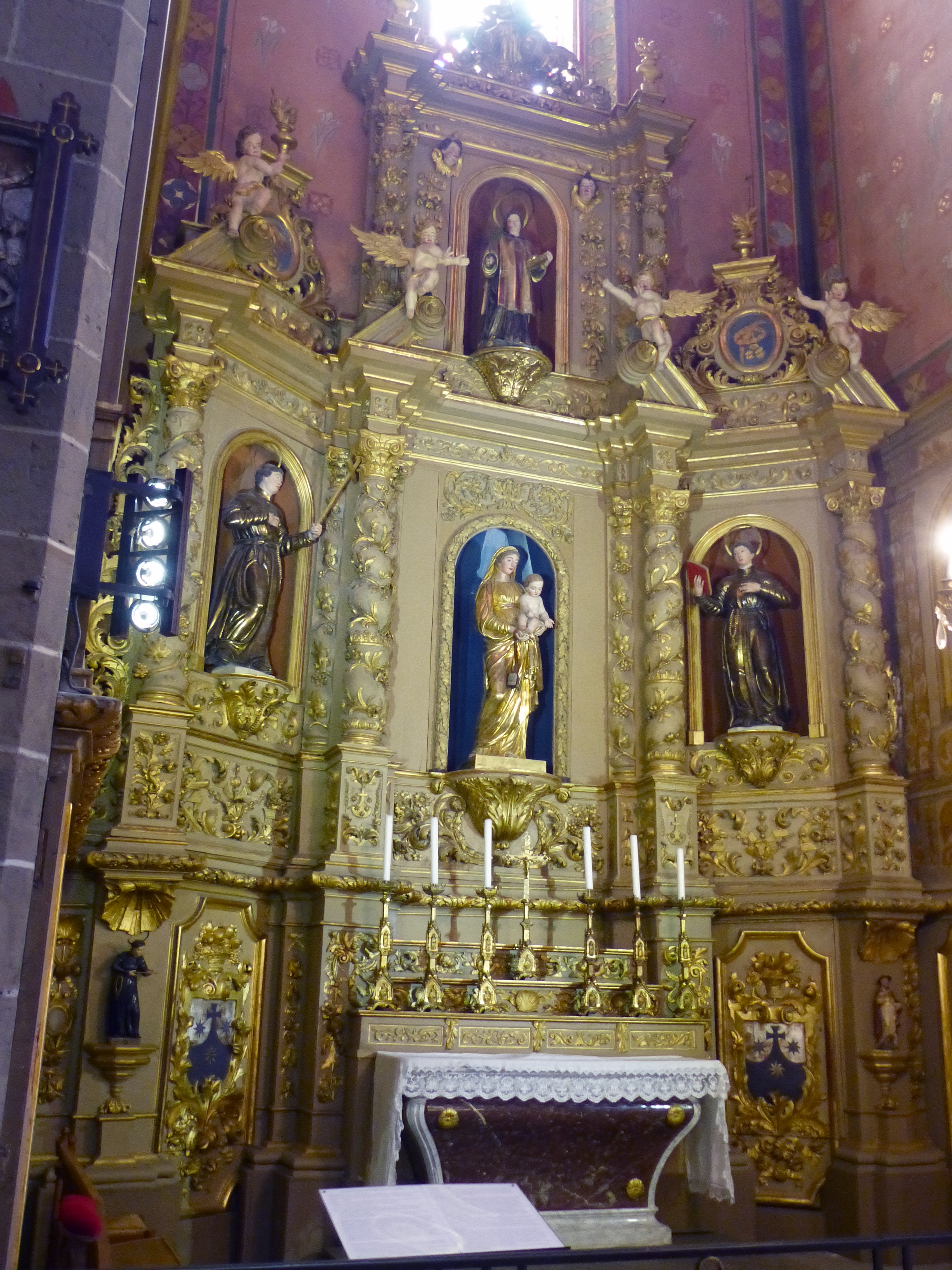
Detail van het Karmelbergaltaar
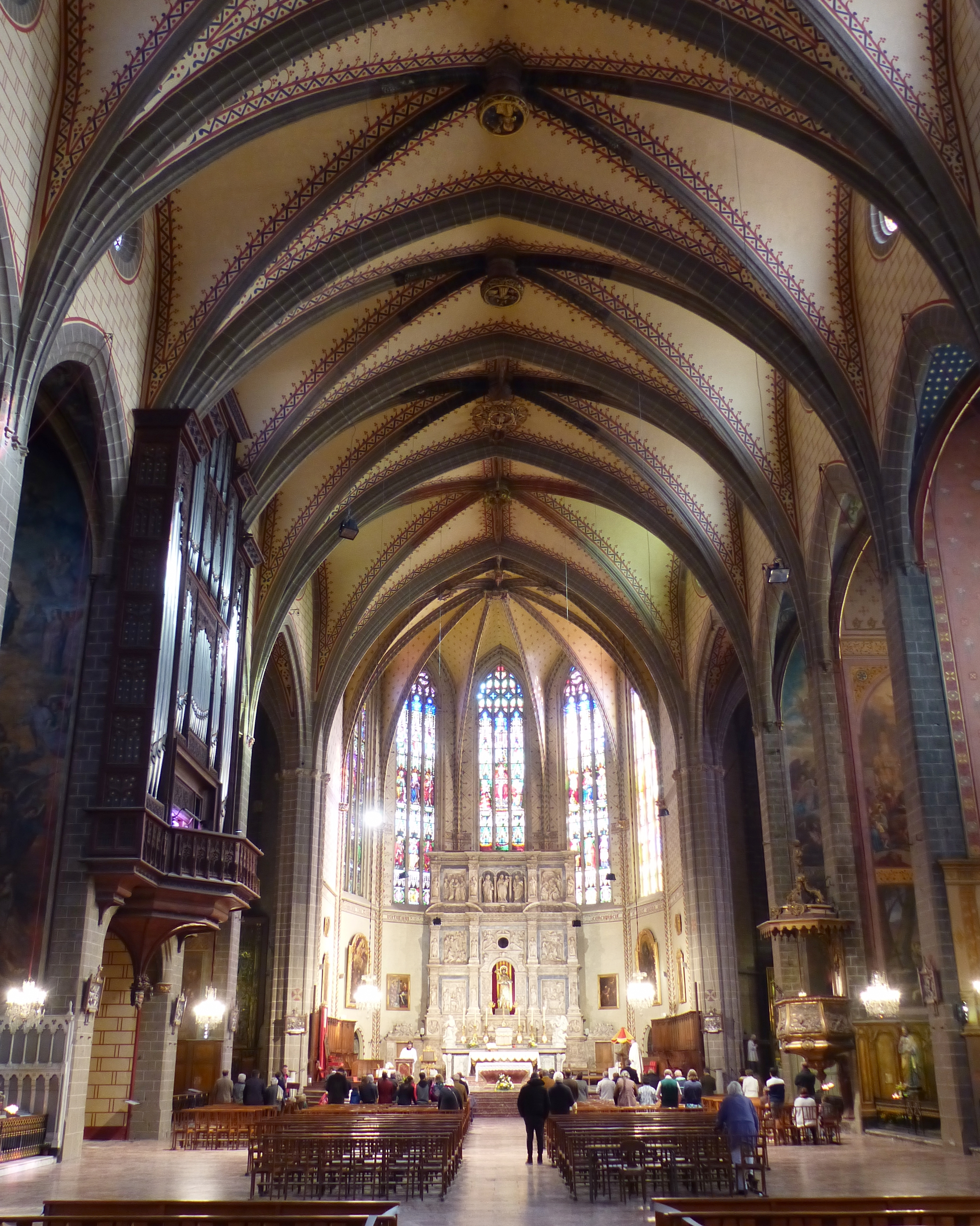
Deel van het interieur van de kerk
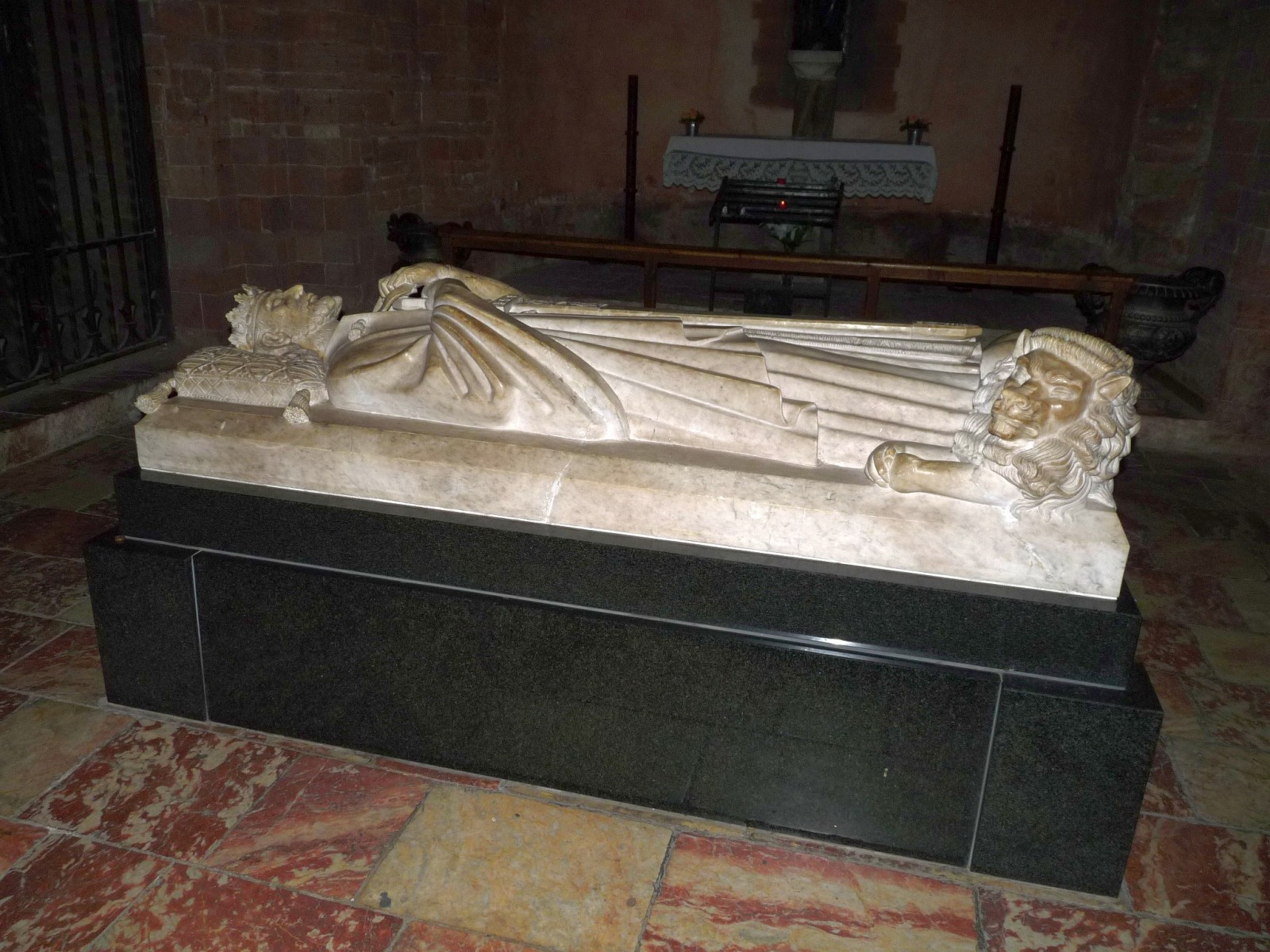
Het grafmonument voor de grondlegger van de kathedraal: Koning Sancho I van Majorca